# La Joyita de Villafaña
La Joyita de Villafaña är en ort i Mexiko.   Den ligger i kommunen Salamanca och delstaten Guanajuato, i den centrala delen av landet, 260 km nordväst om huvudstaden Mexico City. La Joyita de Villafaña ligger 2 023 meter över havet och antalet invånare är 204.
Terrängen runt La Joyita de Villafaña är kuperad. Runt La Joyita de Villafaña är det ganska tätbefolkat, med 230 invånare per kvadratkilometer. Närmaste större samhälle är San José Temascatío, 16,9 km sydväst om La Joyita de Villafaña. I omgivningarna runt La Joyita de Villafaña växer huvudsakligen savannskog.